# GMC Yukon
GMC Yukon (і схожий на нього Chevrolet Tahoe) — повнорозмірний позашляховик американської компанії General Motors. Chevrolet та GMC продавали різні за розмірами позашляховики під назвою Blazer / Jimmy аж до початку 1990-х. Пізніше в 1992 році повнорозмірний Jimmy був перейменований GMC в Yukon. Chevrolet в 1994 році запустив у виробництво чотиридверну версію, після чого перейменував S-10 Blazer в просто Blazer, а повнорозмірну версію назвав Tahoe. Обидві моделі також мають модифікації з подовженою колісною базою. Для Chevrolet це — Suburban, а для Yukon — Yukon XL. У 1998 році в лінійці Yukon з'являється люкс версія — Yukon Denali.
Позашляховик в основі має рамну конструкцію. Двигун розташований подовжньо.
Назва марки Yukon походить від назви річки Юкон на північному заході Канади і в Алясці.

## GMC400 (1992—1999)

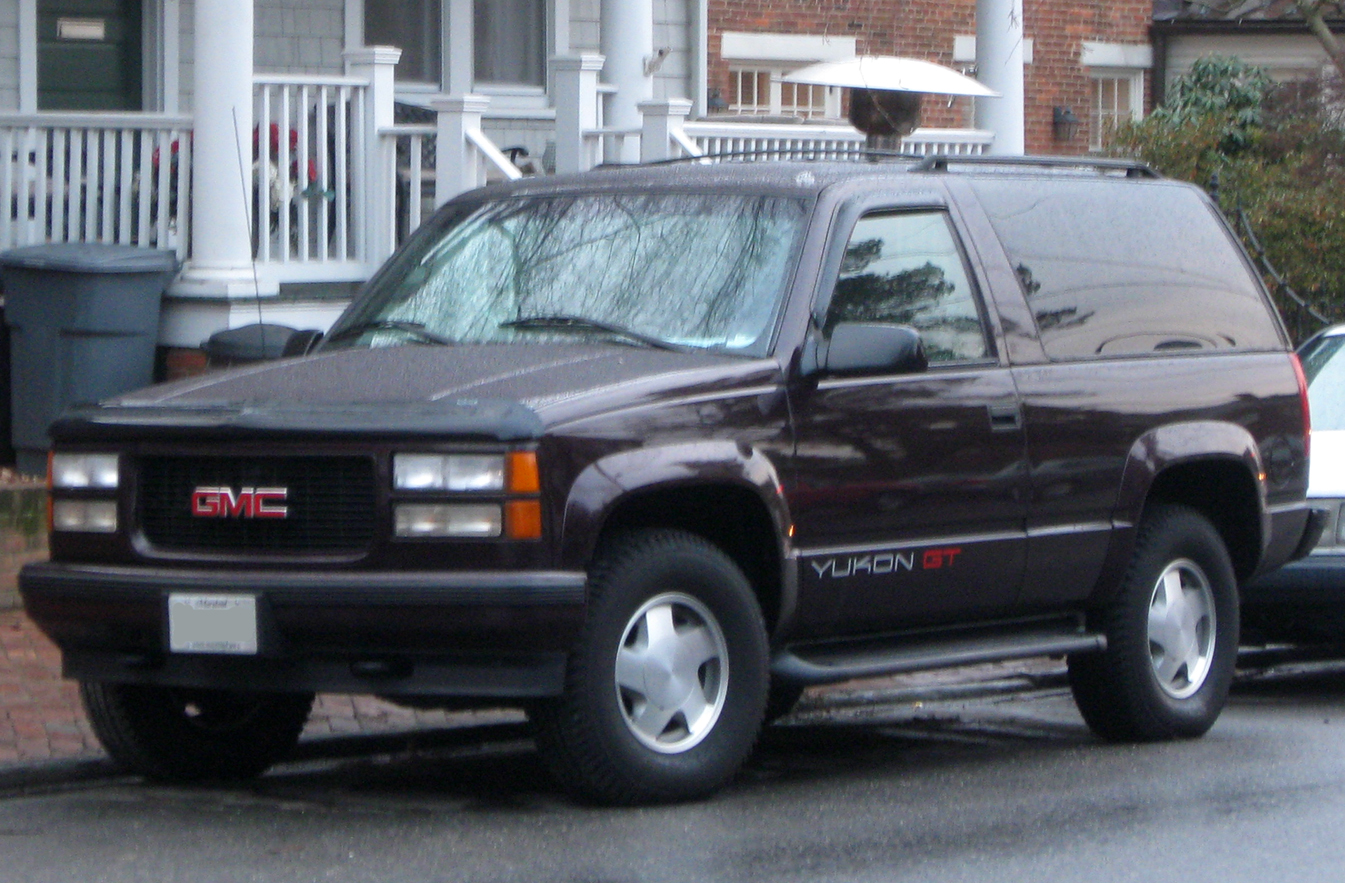
GMC Yukon GT 3d (1992—1999)

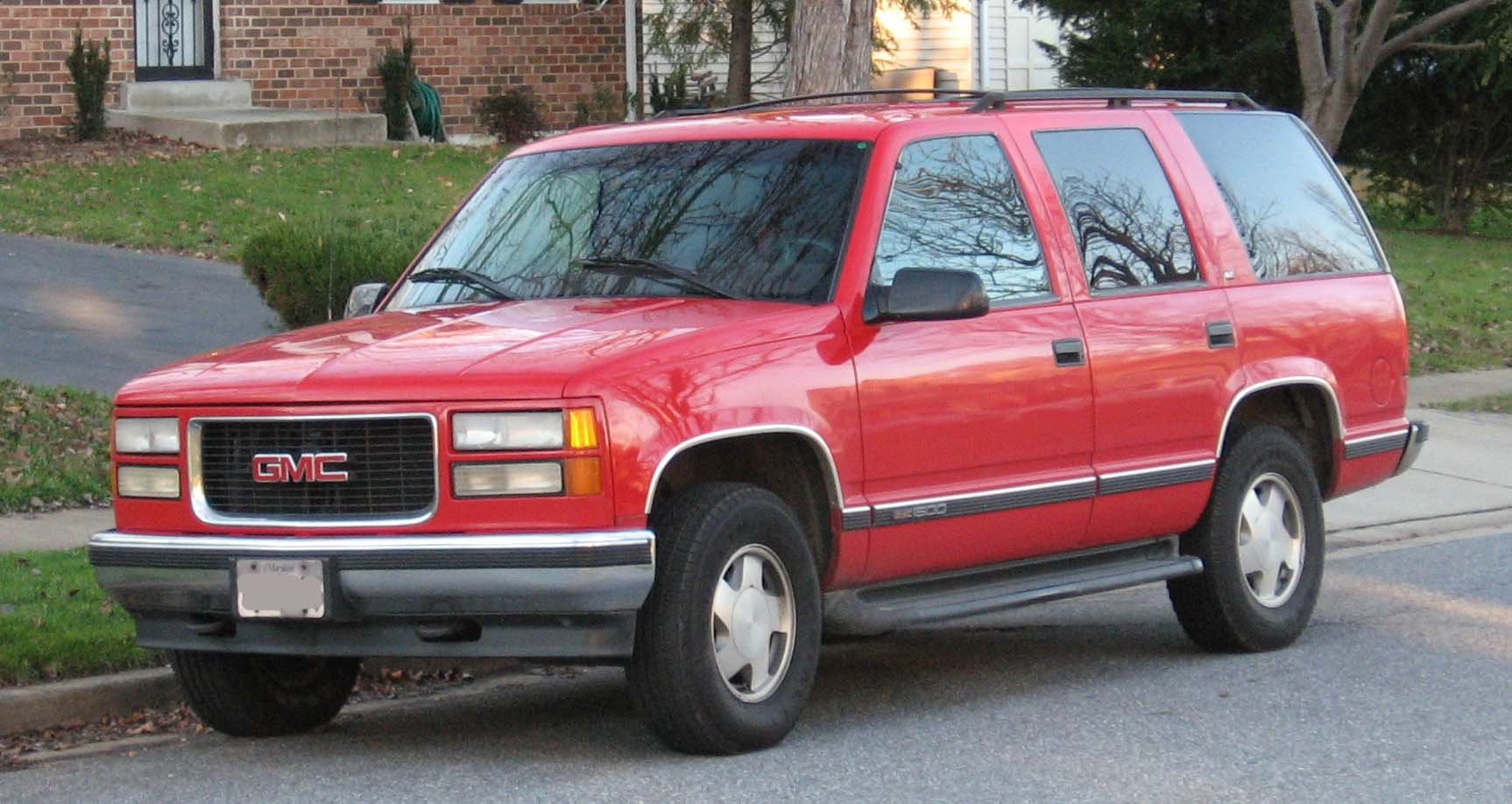
GMC Yukon 1 5d (1995—1999)

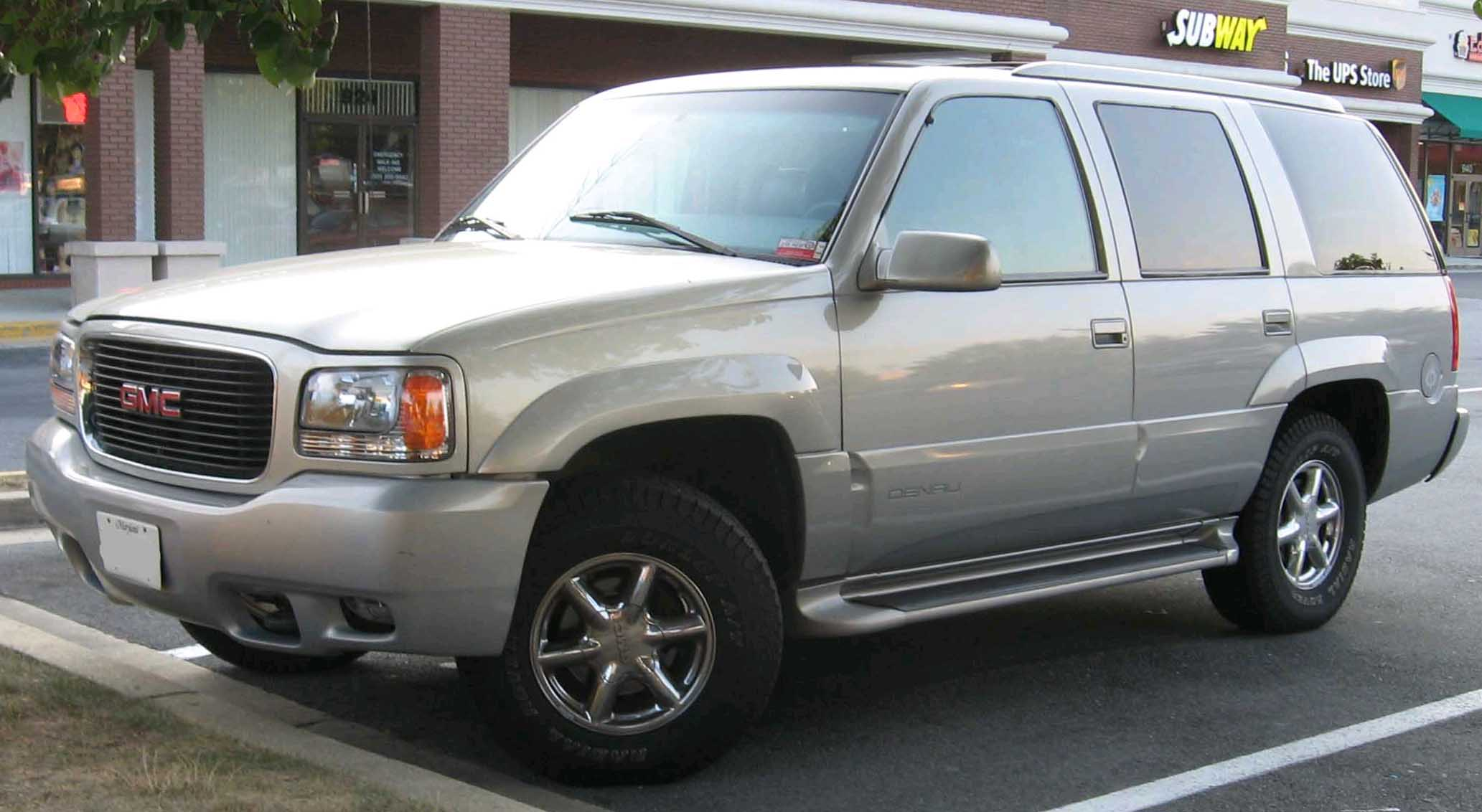
GMC Yukon Denali (1998—1999)

У квітні 1987 року корпорація General Motors представила повністю нову лінійку повнорозмірних пікапів Chevrolet C/K, GMC С/К. Створені на новій корпоративній платформі GMT400, вони крім нового обтічного кузова мали повністю перероблене шасі і підвіску, збільшену кабіну і повний привід, що підключається в русі. У 1992 модельному році на їх базі було випущено нове покоління повнорозмірних позашляховиків Chevrolet Blazer з короткою колісною базою (2 832 мм). Нові моделі мали АБС діючу на всі чотири колеса. В цьому ж році компанія GMC випустила аналог Chevrolet Blaser під новою маркою GMC Yukon, який замінив повнорозмірний GMC Jimmy. Обидва автомобілі, Chevrolet Blaser і GMC Yukon, мали тільки двохдверні кузова і виготовлялися на одному заводі в місті Джейнсвілл штату Вісконсін.
В 1995 році представлено п'ятидверний варіант GMC Yukon. Постійний повний автомобілі отримали в 1998 році, але був і задньоприводний варіант. На тому ж шасі було створено Chevrolet Tahoe/Suburban, а пізніше Cadillac Escalade.
У 1998 році GMC представила топ-модель GMC Yukon Denali, яка була розкішним варіантом звичайного автомобіля. Цей варіант був представлений, щоб конкурувати з моделлю Lincoln Navigator від Ford Group.

### Двигуни
- 5.7 л L31 Vortec 5700 V8 250 к.с.

## GMC800 (2000—2006)

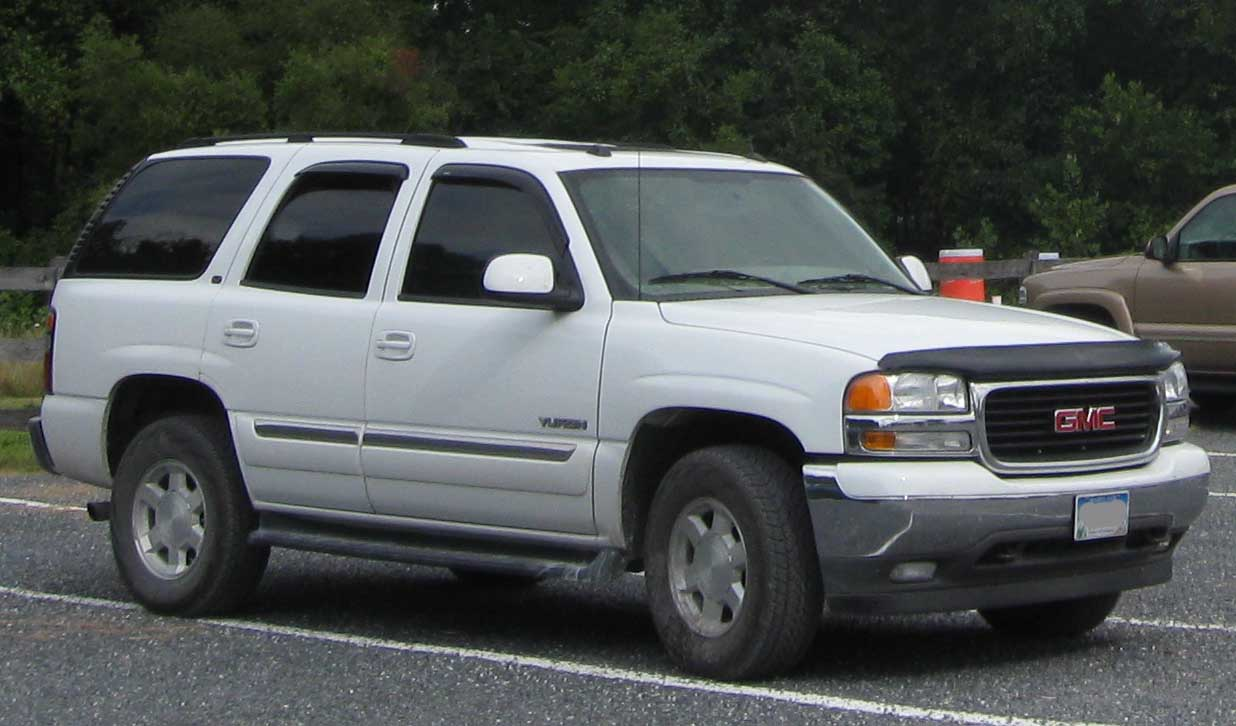
GMC Yukon 2

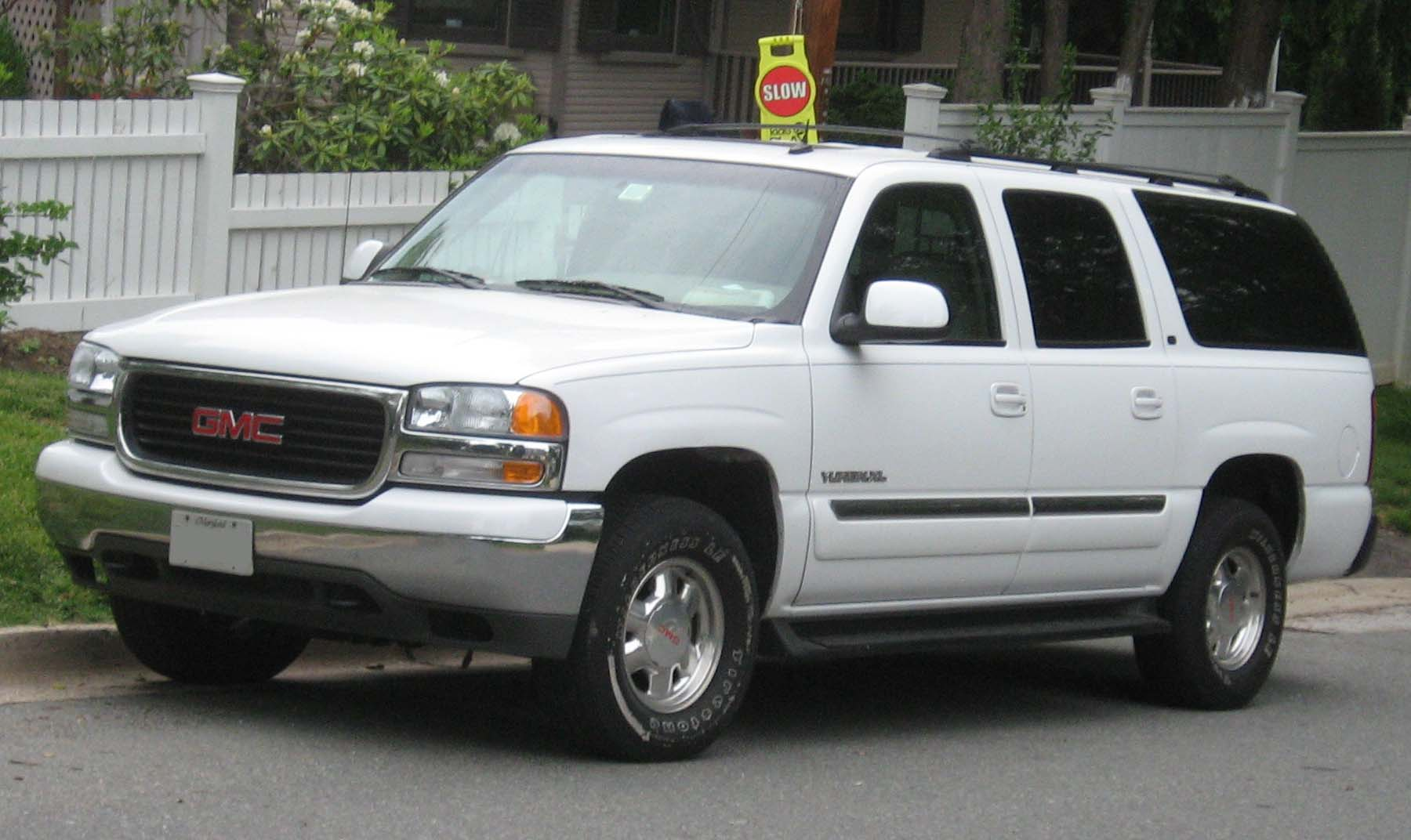
GMC Yukon XL 2

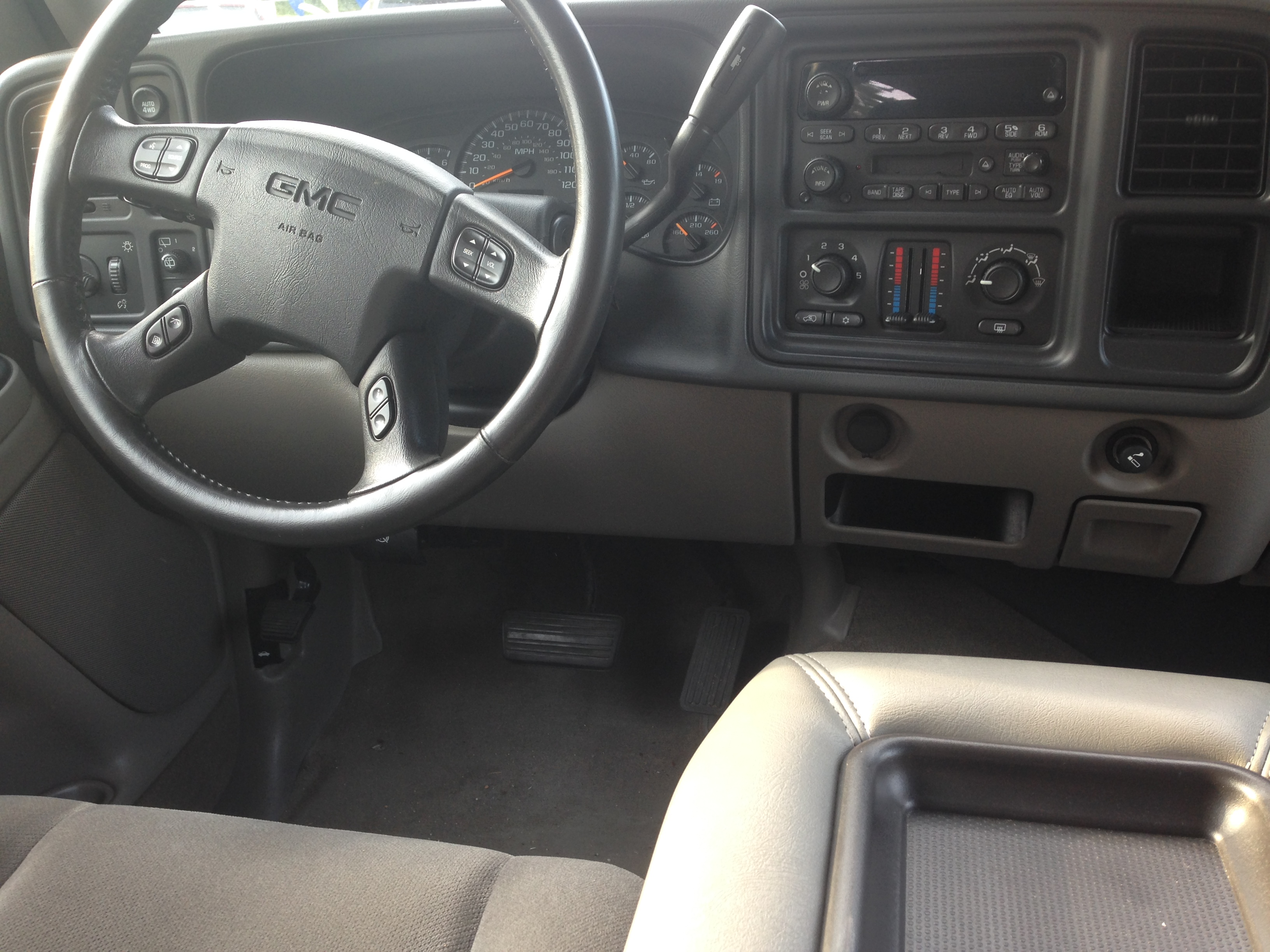
GMC Yukon Denali 2

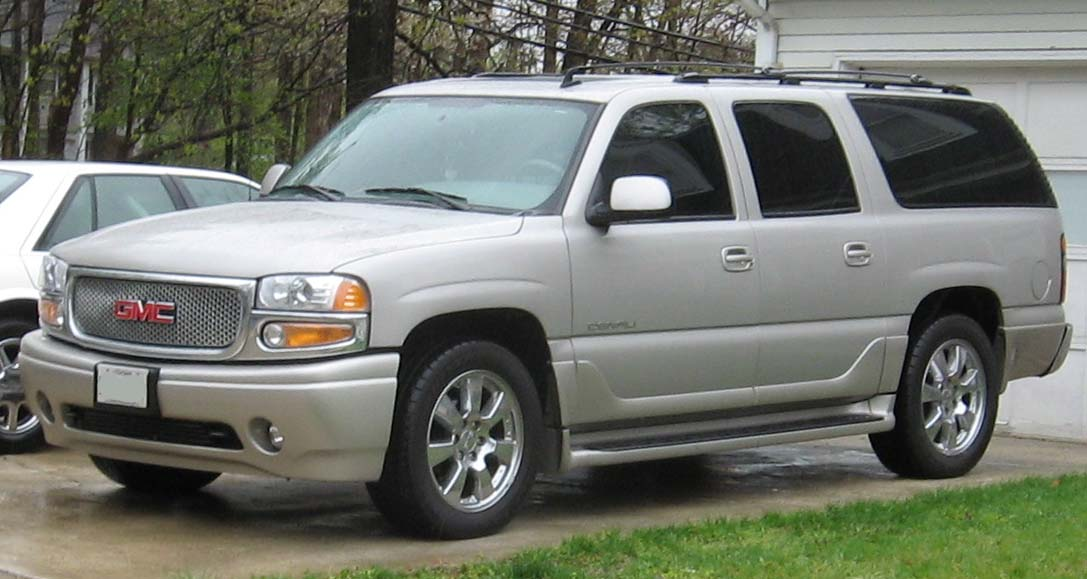
GMC Yukon XL Denali 2

У 2000 році були представлені перероблені Tahoe і Yukon другого покоління на новій платформі GMT800, створені на основі пікапів Chevrolet Silverado і GMC Sierra. GMC Yukon XL замінив GMC Suburban, Chevrolet продовжував називати свою модель на подовженій колісній базі Suburban. Автомобілі перейшли в клас люкс з обладнанням по вищому розряду. Плавність ходу, керованість, комфорт були як у легкових автомобілів. З'явилася дорожча версія GMC Yukon Denali з безліччю додаткових функцій, таких як бортовий інформаційний центр, поліпшена система безпеки, музична система Bose з одинадцятьма динаміками і управлінням на кермі. Деналі — найвища гора Північної Америки розташована на Алясці.

### Двигуни
- 4.8 л LR4 Vortec 4800 V8 265 к.с.
- 6.0 л LQ4 Vortec 6000 V8 320 к.с.
- 8.1 л L18 Vortec 8100 V8 340 к.с.

## GMT900 (2006—2013)

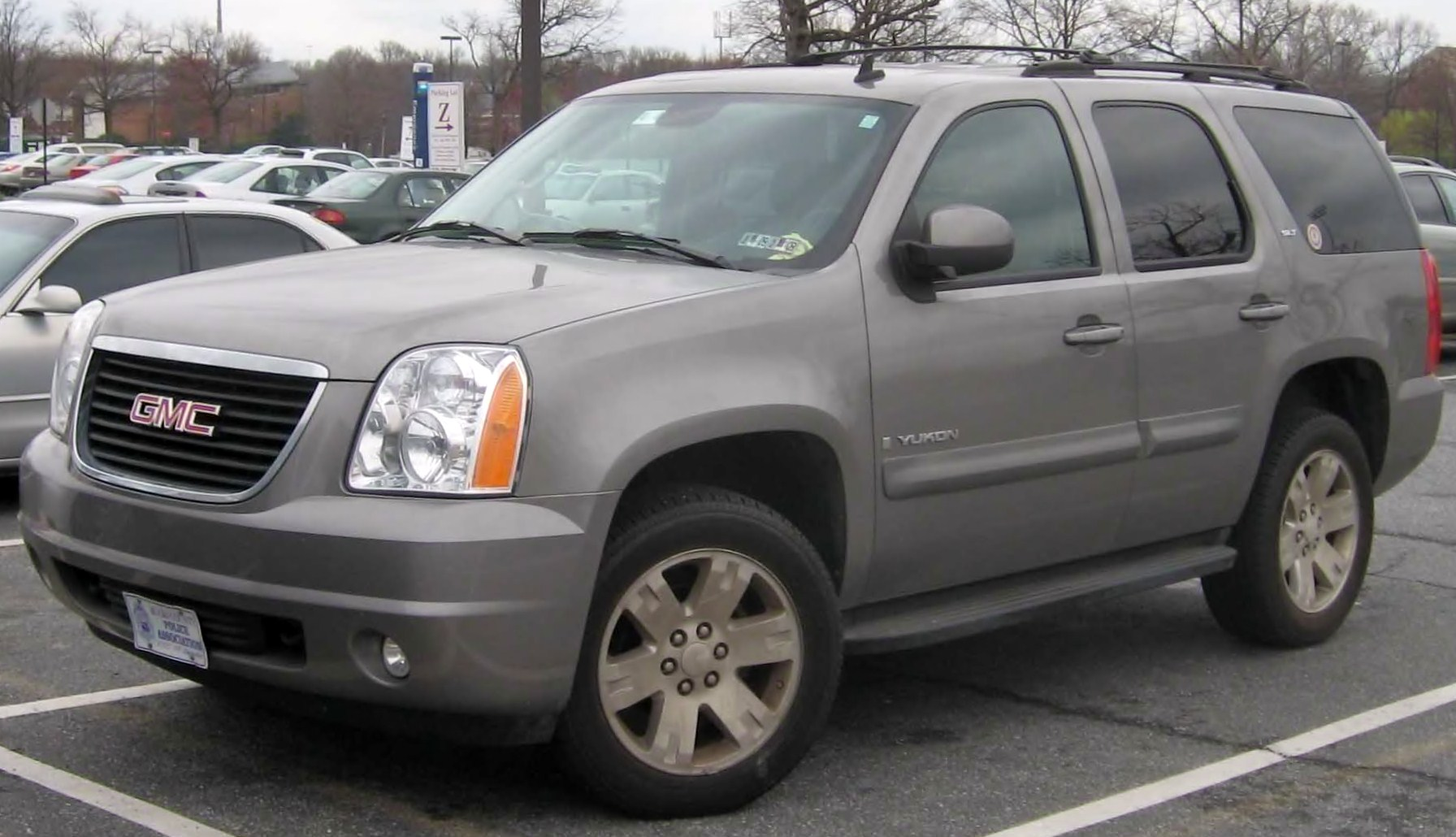
GMC Yukon 3

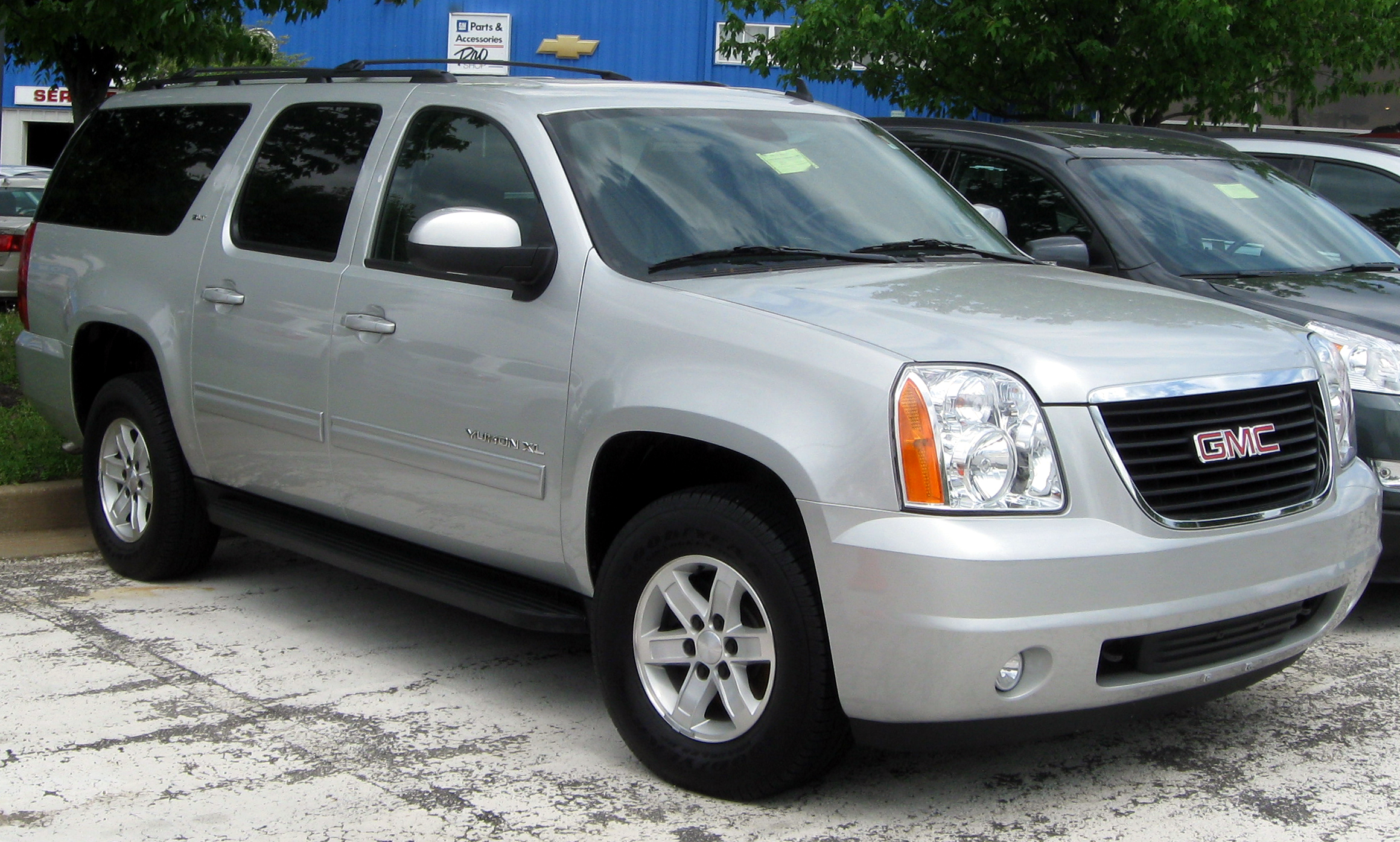
GMC Yukon XL 3

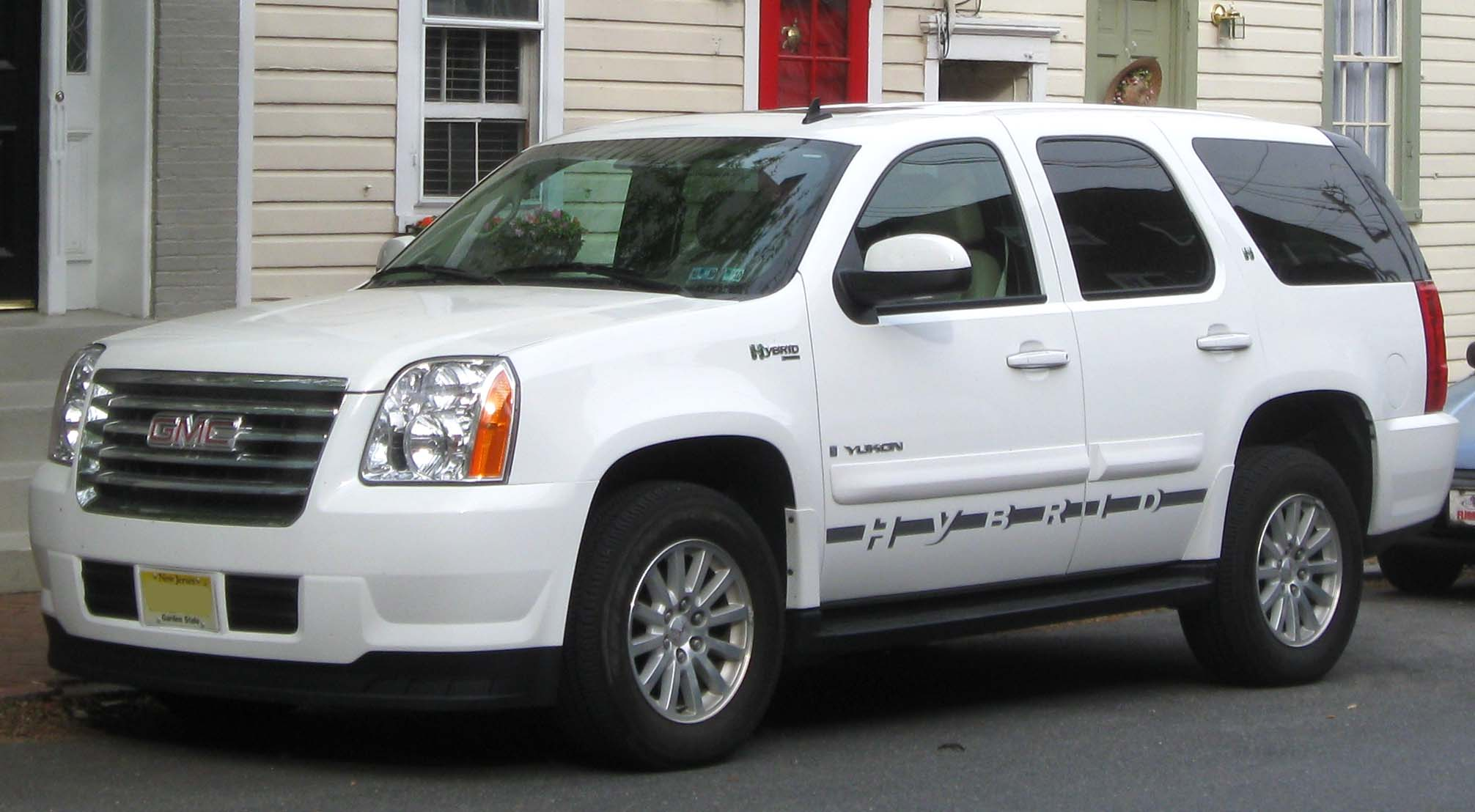
GMC Yukon Hybrid

У січні 2006 року на автосалоні в Лос-Анджелесі корпорація GM оголосила про випуск протягом року дванадцяти автомобілів на новій платформі GMT900. Першими з цієї серії були показані автомобілі Chevrolet Tahoe і GMC Yukon третього покоління. У березні почалося їх виробництво, а в квітні нові автомобілі 2007 модельного року з'явилися у продажу.
На автомобілі встановлювалися восьмициліндрові V-подібні двигуни GM Vortec четвертого покоління робочим об'ємом 4,8 літра і потужністю 290 к.с. (LY2) і робочим об'ємом 5,2 літра і потужністю 320 к.с. (LY5). Двигуни були встановлені спереду поздовжньо, мали чавунний блок циліндрів і алюмінієву головку з верхнім розташуванням клапанів (OHV), по два на циліндр, з гідрокомпенсаторами в їх приводі у 5-літрового двигуна. Впорскування палива — розподілене фазований, запалювання — з індивідуальними котушками для кожної свічки. В 5-літрових моторах для економії палива в певних дорожніх умовах система управління двигуном виробляла відключення половини циліндрів. Відбувалося це шляхом припинення подачі тиску в гідрокомпенсатори приводу клапанів. Відключення циліндрів відбувалося практично непомітно, а коли була потрібна додаткова потужність — циліндри підключалися знову. 5-літрові двигуни спеціального оснащення (LMG) могли працювати на суміші бензину і етанолу E85. На повнопривідні автомобілі GMC Yukon встановлювався новий 5,3 літровий мотор (LC9) з алюмінієвим блоком циліндрів, що працює як на бензині, так і на біопаливі E85.
Всі автомобілі Yukon, оснащувалися автоматичною чотириступінчастою коробкою передач з електронним управлінням. Важіль перемикання був розташований на рульовій колонці праворуч від керма, як це прийнято в американських автомобілях. На замовлення, задній міст міг бути оснащений диференціалом, що блокується.

### Yukon Denali

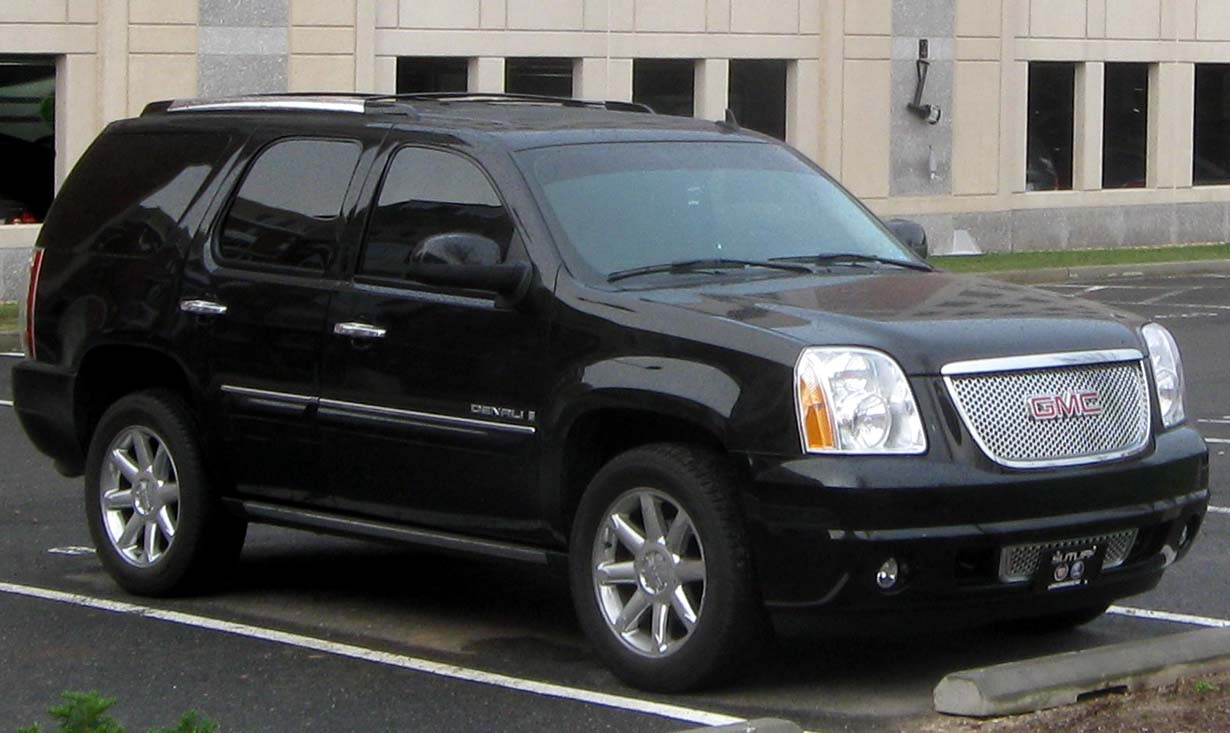
GMC Yukon Denali 3

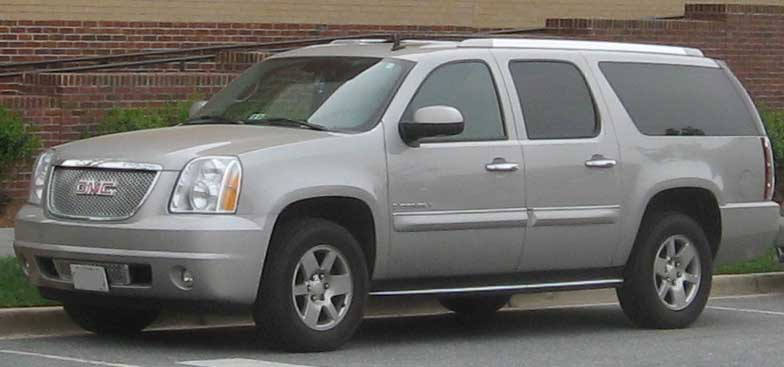
GMC Yukon XL Denali 3

На флагманський автомобіль GMC Yukon Denali стандартно встановлювалося майже все серійне обладнання, але він мав абсолютно новий 6,2-літровий 380-сильний двигун Vortec 6200 (L92) з алюмінієвим блоком циліндрів і системою зміни фаз газорозподілу. Двигун агрегатувався з новою шестиступінчастою автоматичною коробкою передач. Коробка мала електронне управління, широкий діапазон зміни передач і дві підвищувальні передачі. Це створювало відмінний баланс між потужністю і економічністю автомобіля. Крім того, коробка мала режим ручного перемикання передач за допомогою кнопки на важелі перемикання. Автомобіль комплектувався активною підвіскою Autoride і 18-дюймовими колесами з полірованого алюмінію.

### Двигуни
- 4.8 л LY2 V8 290 к.с.
- 5.3 л LY5 V8 320 к.с.
- 5.3 л LMG V8 + етанол 320 к.с.
- 6.0 л L76 V8 357 к.с.
- 6.0 л LZ1 V8 hybrid 337 к.с.
- 6.2 л L92 V8 409 к.с.

## GMCK2XX (2014—2019)

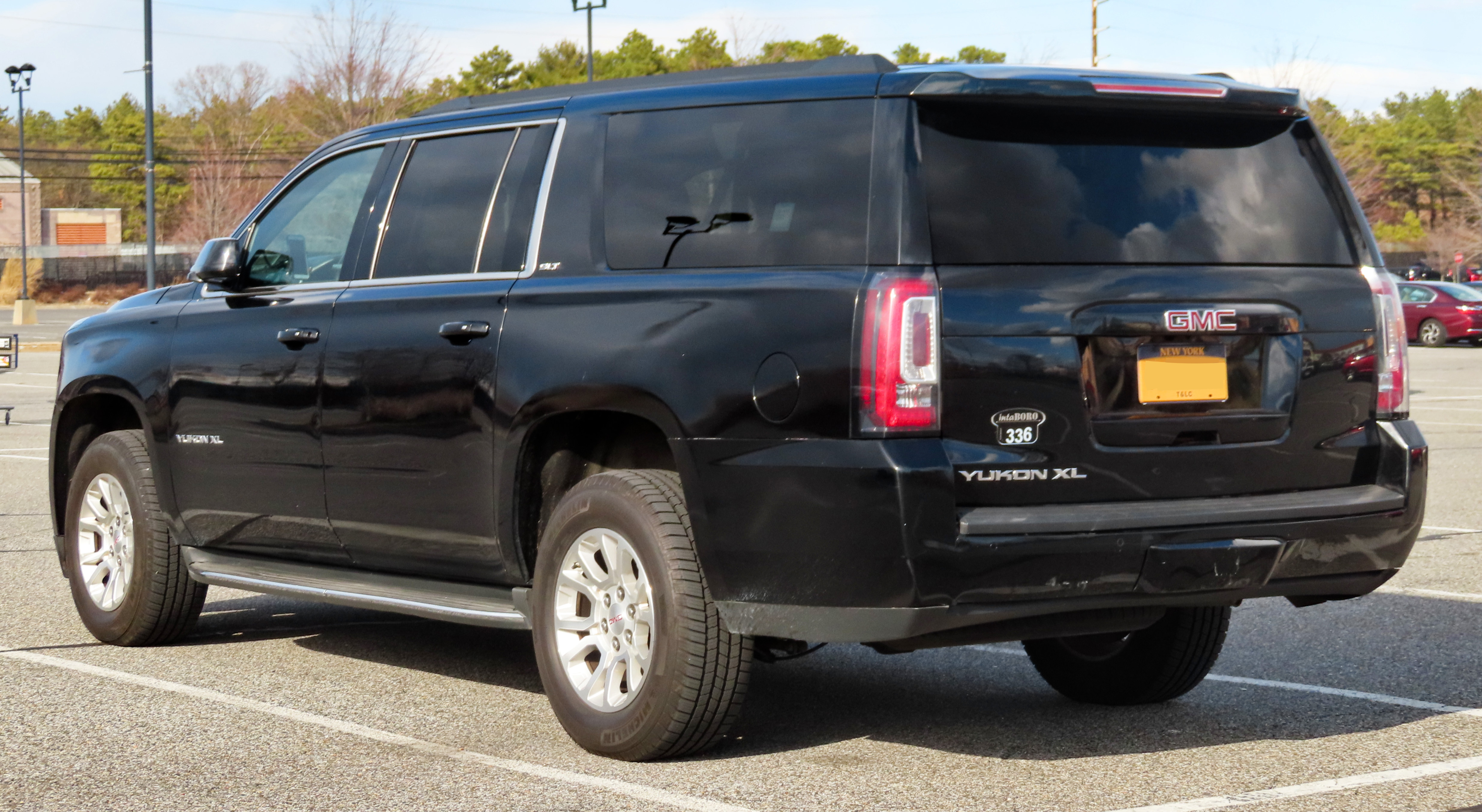
GMC Yukon

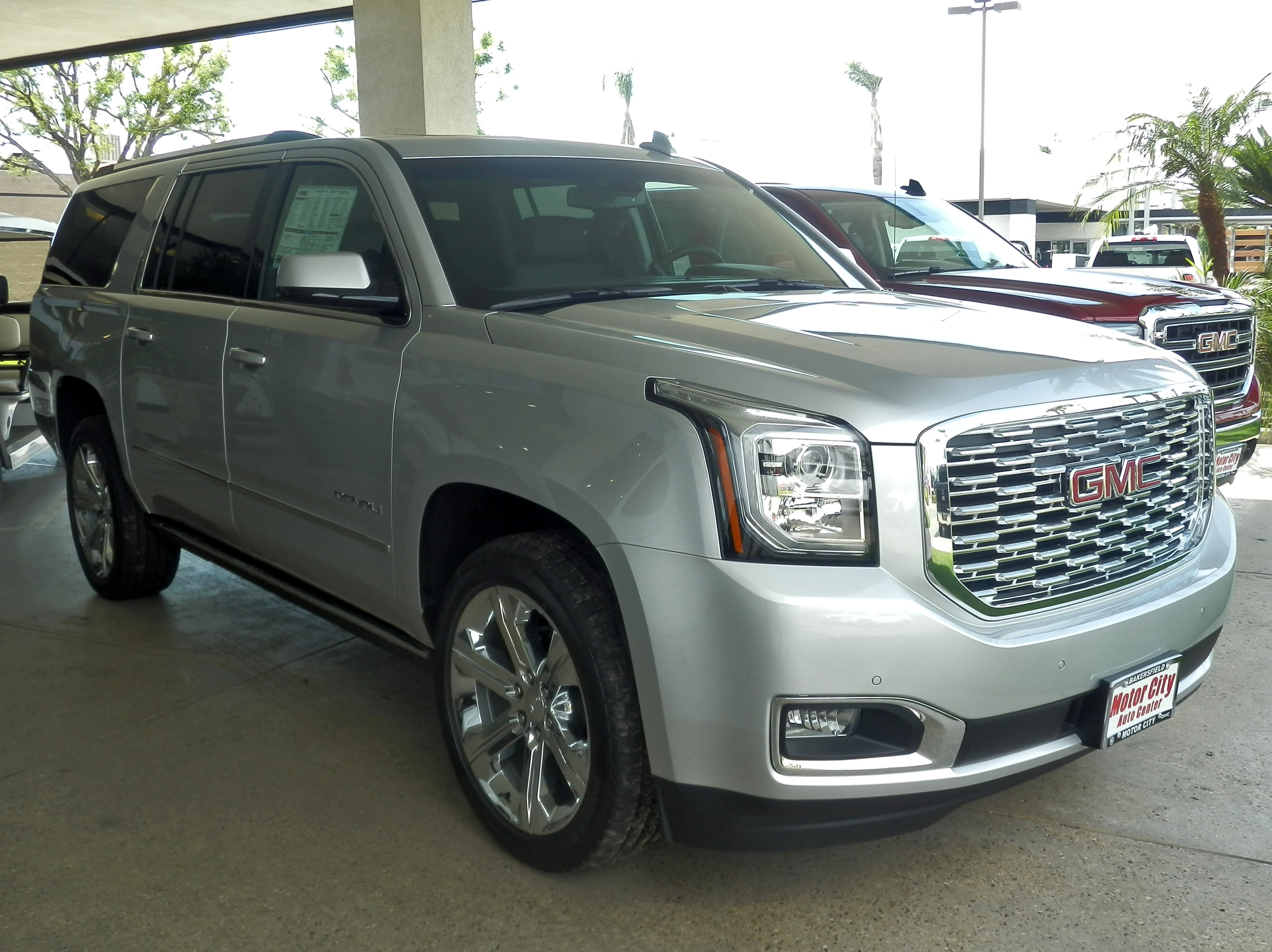
GMC Yukon Denali XL

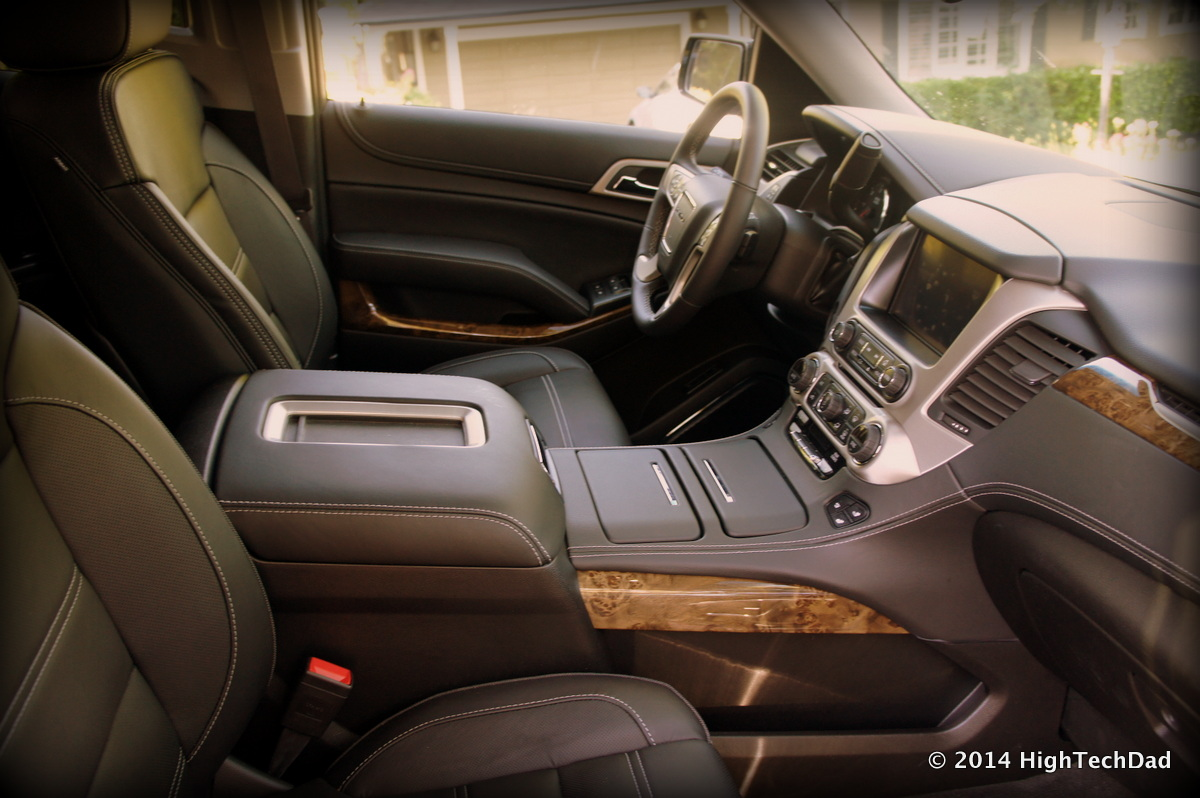
GMC Yukon Denali

Четверте покоління GMC Yukon представлено в вересні 2013 року, в продаж надійшов в першому кварталі 2014 року. Виготовляють його в Арлінгтоні (Техас). Автомобіль представлений в наступних версіях звичайний GMC Yukon, подовжений Yukon XL, звичайний в люксовому виконанні Yukon Denali і подовжений в люксовому виконанні Yukon Denali XL. GMC Yukon та Yukon XL отримали новий бензиновий двигун EcoTec3 5.3L V-8 FlexFuel (L83) потужністю 355 к.с., крутним моментом 519 Нм, GMC Yukon Denali та Yukon Denali XL отримали новий бензиновий двигун EcoTec3 6.2L V-8 FlexFuel (L86) потужністю 420 к.с., крутним моментом 610 Нм.
Стандартно 5.3-літровий V8 двигун йде в парі з шестиступінчастою автоматичною коробкою передач. З приводом на всі колеса витрата пального становить 14.7 л/100 км у місті, 10.2 л/100 км за містом і 12.5 л/100 км у змішаному циклі. 6.2-літровий V8 двигун компонується десятиступінчастою автоматичною коробкою передач. Витрата пального GMC Yukon перебуває на рівні 16.4 л/100 км у місті, 10.7 л/100 км за його межами і 13.5 л/100 км у середньому.

### Двигуни
- 5.3 л EcoTec3 V8 FlexFuel 355 к.с.
- 6.2 л EcoTec3 V8 FlexFuel 420 к.с.

## GMCT1XX (з 2020)

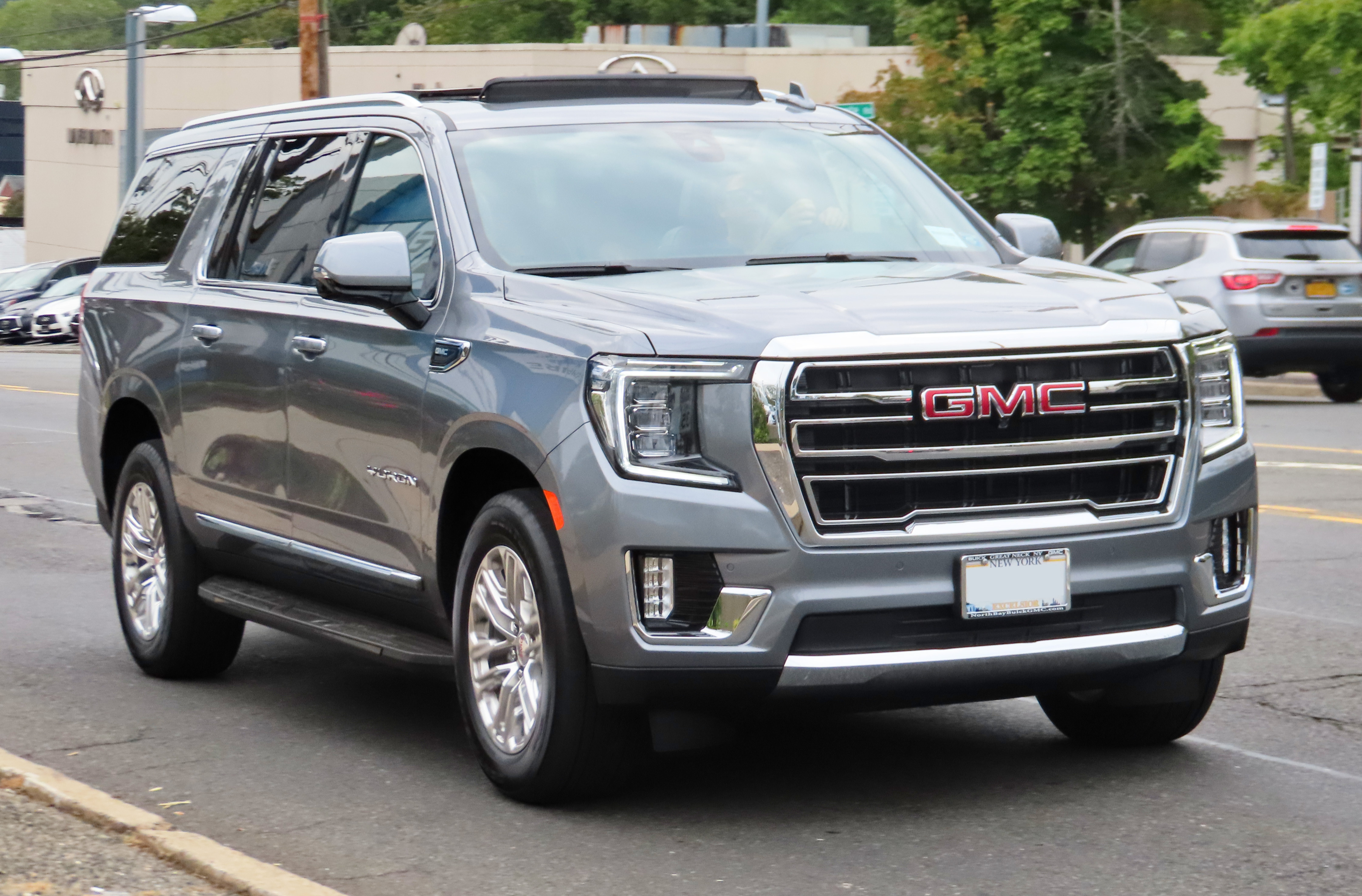
GMC Yukon XL SLT

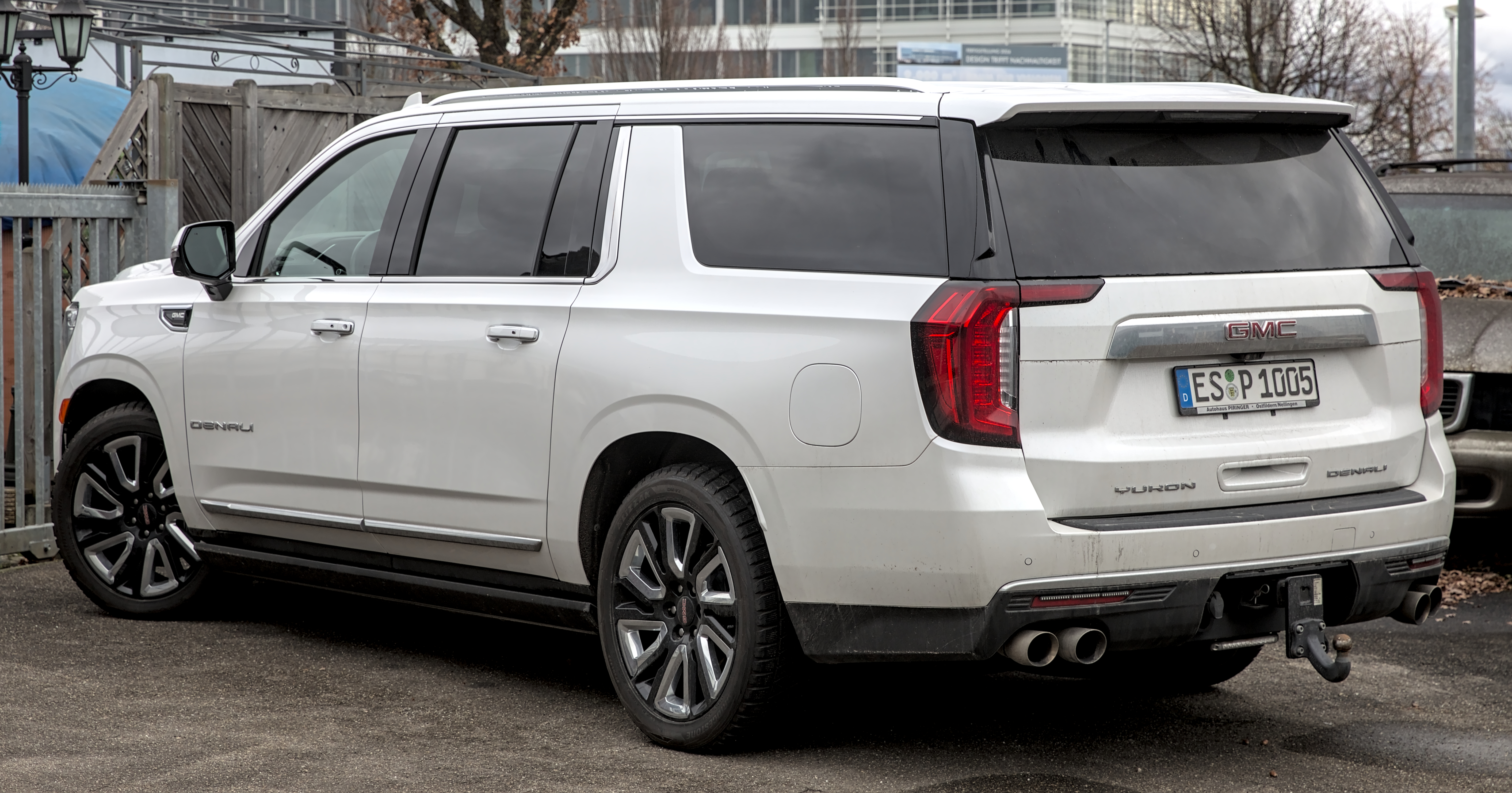
GMC Yukon XL Denali

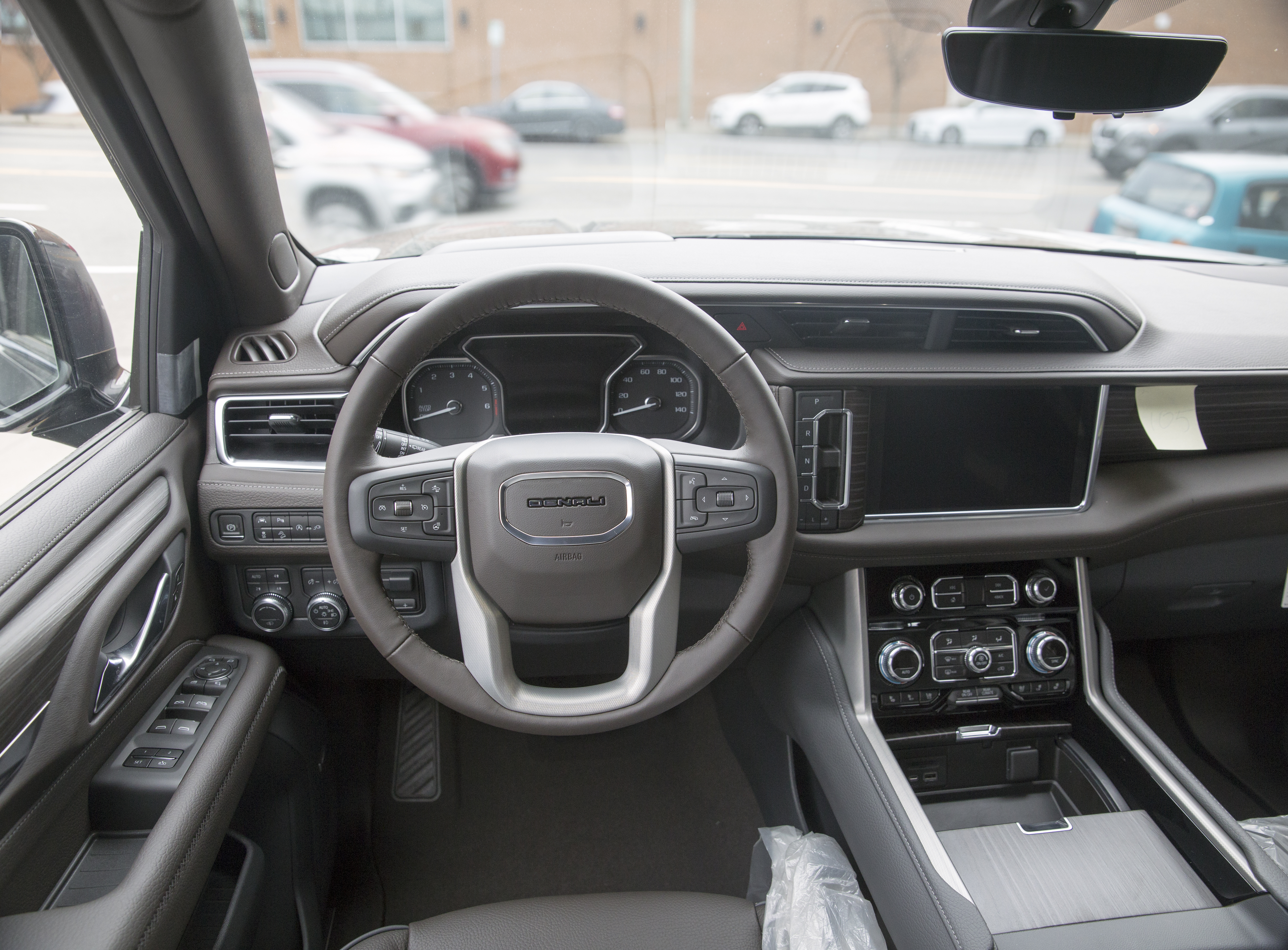

В січні 2020 року представили п'яте покоління GMC Yukon та GMC Yukon XL. Автомобіль збудовано на платформі T1XX з новою незалежною задньою підвіскою. замість нерозрізного моста, як в попередника. Підвіска оснащаються адаптивними амортизаторами Magnetic Ride Control (стандарт для версій Premier і High Country і опція для Z71). Тут з'явилася нова пневматична підвіска Air Ride Adaptive на обох осях (доступна в комплектаціях High Country і Z71) з вирівнюванням рівня кузова в залежності від навантаження на кожному з чотирьох кутів автомобіля індивідуально і з регулюванням кліренсу в діапазоні 101 мм.
Пневмопідвіска може опускати кузов на 19 мм від середнього положення для поліпшення аеродинаміки на шосейних швидкостях або на 51 мм для посадки пасажирів і завантаження багажу, а піднімати його від середнього ж рівня на 25 мм на малих швидкостях на бездоріжжі (в режимі трансмісії 4WD HI) або на всі 50 мм (в режимі 4WD LO).
У 2022 році GMC оновив Yukon та Yukon XL. Усі версії позашляховика отримали стандартний 12,0-дюймовий цифровий дисплей та інтерфейс мультимедіа, над яким виробник працював разом з Google. Також GMC зробив доступним для комплектації AT4 420-сильний дизельний двигун V8.
У 2023 році GMC додав до лінійки комплектацій Yukon модель Denali Ultimate з унікальними елементами стилю.

### Двигуни
- 5.3 л EcoTec3 V8
- 6.2 л EcoTec3 V8 (Yukon Denali)
- 3.0 Lл Duramax I6 turbodiesel

## Продажі в США
| Рік  | Chevrolet Tahoe | GMC Yukon | Всього  |
| ---- | --------------- | --------- | ------- |
| 1998 | 133,235         | 49,355    | 182,590 |
| 1999 | 122,213         | 53,280    | 175,493 |
| 2000 | 149,834         | 56,297    | 206,131 |
| 2001 | 202,319         | 77,254    | 279,573 |
| 2002 | 209,767         | 76,488    | 286,255 |
| 2003 | 199,065         | 86,238    | 285,303 |
| 2004 | 186,161         | 86,571    | 272,732 |
| 2005 | 152,307         | 73,458    | 225,765 |
| 2006 | 161,491         | 71,476    | 232,967 |
| 2007 | 146,259         | 63,428    | 209,687 |
| 2008 | 91,578          | 39,064    | 130,642 |
| 2009 | 73,254          | 29,411    | 102,665 |
| 2010 | 75,675          | 28,781    | 104,456 |
| 2011 | 80,527          | 34,250    | 114,777 |

## Зноски
1. ↑  Как мы тестировали GMC Yukon 2022 года. Automoto.ua. AutoMoto.ua (рос.). Архів оригіналу за 23 лютого 2022. Процитовано 23 лютого 2022.
2. ↑  Як ми тестували GMC Yukon 2023 року. Automoto.ua. AutoMoto.ua (укр.). Процитовано 11 жовтня 2023.
3. ↑  mediaOnline. Media.gm.com. 5 січня 2000. Архів оригіналу за 13 березня 2012. Процитовано 19 липня 2009.
4. ↑  mediaOnline. Media.gm.com. 3 січня 2002. Архів оригіналу за 10 березня 2012. Процитовано 19 липня 2009.
5. ↑  GM Media Online. Media.gm.com. 5 січня 2004. Архів оригіналу за 31 серпня 2009. Процитовано 7 серпня 2009.
6. ↑  GM Reports December 2005 and Year Results. Theautochannel.com. 5 січня 2006. Архів оригіналу за 10 березня 2012. Процитовано 1 червня 2009.
7. ↑  GM Media Online. Media.gm.com. 3 січня 2007. Архів оригіналу за 23 квітня 2009. Процитовано 1 червня 2009.
8. ↑  GM Media Online. Media.gm.com. 5 січня 2009. Архів оригіналу за 31 серпня 2009. Процитовано 1 червня 2009.
9. ↑  Архівована копія. Архів оригіналу за 21 липня 2013. Процитовано 10 серпня 2010.{{cite web}}:  Обслуговування CS1: Сторінки з текстом «archived copy» як значення параметру title (посилання)
10. ↑  GM U.S. Deliveries for December 2010 - Divisional Brand Level (PDF). GM. Архів (PDF) оригіналу за 7 липня 2013. Процитовано 23 квітня 2012.
11. ↑  Архівована копія (PDF). Архів оригіналу (PDF) за 2 липня 2013. Процитовано 9 травня 2012.{{cite web}}:  Обслуговування CS1: Сторінки з текстом «archived copy» як значення параметру title (посилання)